# Les Pléiades
Pour les articles homonymes, voir Pléiade.
Pour le roman, voir Les Pléiades.
Les Pléiades est le nom d'une montagne suisse et d'une station touristique du canton de Vaud, située à proximité du lac Léman. Le sommet culmine à 1 362 m.

## Toponymie
Son ancien nom est les Pleiaux, probablement en référence soit au mot Pleyau (don en nature fait au seigneur local) soit à une déformation du terme Laplayau, qui désignait l'endroit où l’on attelle les chevaux après dévallage du bois abattu. Le nom actuel a été donné par Philippe Bridel en référence à la Pléiade de la mythologie grecque.

## Géographie

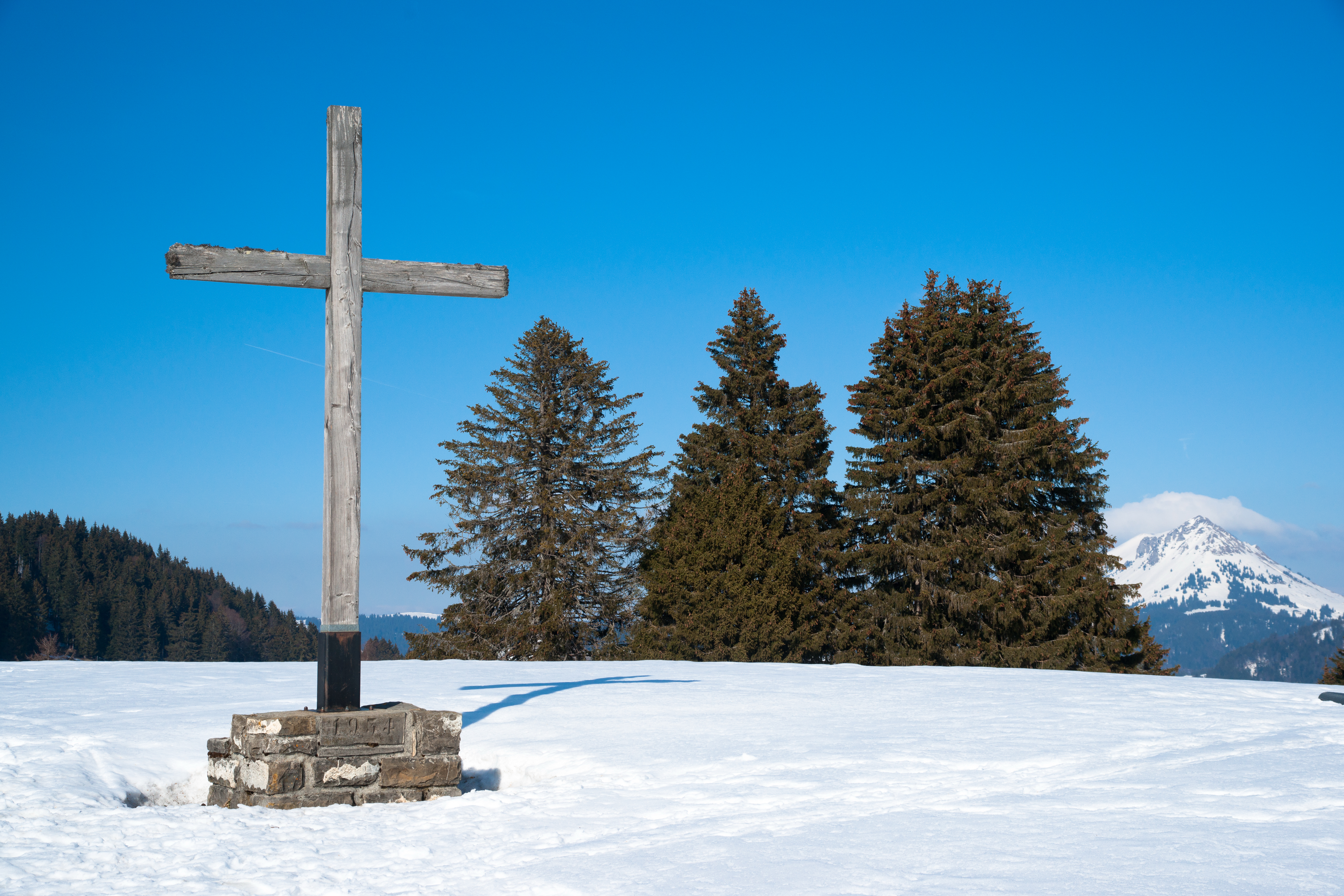
Les Pléiades, en hiver.

Les Pléiades constituent le commencement de la chaîne des Préalpes depuis l'ouest. Depuis le sommet (où se trouve un relais pour les transmissions radioamateures), on voit le lac Léman, les rochers de Naye, la plaine du Rhône et les dents du Midi.
Les Pléiades sont connues pour ses Narcisses des poètes en mai. Le marais situé en dessous des Pléiades, entre Prantin et Lally, est géré par l'Université de Lausanne.

## Transports
L'accès en voiture au sommet des Pléiades n'est pas possible. L'étroite route partant de Blonay s'arrête au hameau de Lally, situé à environ 20 minutes à pied de la station.
Le train à crémaillère Vevey-Blonay-Les Pléiades, appartenant au groupe MOB, rejoint le sommet directement depuis la gare de Vevey.

## Domaine skiable
Les Pléiades accueillent un domaine skiable de proximité, dont les remontées mécaniques appartiennent aux communes de Blonay et Saint-Légier-La Chiésaz. Depuis le parking des Motalles à près de 1 200 m d'altitude, un téléluge a été installé pour la pratique de la luge. Le domaine est atteignable en train à crémaillère avec la ligne Vevey-Blonay-Les Pléiades et en voiture.
Pour rejoindre le domaine skiable lorsque l'on est venu en voiture, il est nécessaire de pousser sur les bâtons pour rejoindre le départ du télésiège 4 places à pinces fixes, lent mais de construction récente (2004). Deux pistes principales, situées de part et d'autre du télésiège et de pente faible, permettent de rejoindre le pied de la remontée près de 200 mètres plus bas. Directement sous le tracé de cette dernière, il est possible de pratiquer un tant soit peu le hors-piste en forêt. Aux extrémités de ce versant, deux courts téléskis complètent l'offre, en proposant respectivement 30 (Cuvette) et 100 mètres de dénivelé (Prantin).
Le sous-domaine de La Châ est quant à lui situé sur le versant opposé de la montagne. Il offre une vue directe sur le Plateau suisse et Châtel-Saint-Denis. Situé entre 1 080 m et le sommet, il offre — grâce à son téléski construit en 1955 et toujours en service en 2014 — avec près de 300 m, le dénivelé le plus important du domaine, au travers de deux pistes principalement en dévers et relativement étroites.
Du fait de la faible attitude du domaine et de son exposition au soleil, la saison de ski y est fortement tributaire de l'enneigement naturel et relativement courte, pour se finir en général mi-mars.
Trois chemins, dont un éclairé les samedis soir, ont été aménagés pour la pratique de la raquette à neige.
Depuis la saison 2015-2016 un abonnement annuel unique permet de skier aux Pléiades et aux Rochers de Naye, incluant les trains Vevey-Les Pléiades et Montreux-Les Rochers-de-Naye.

### Remontées mécaniques
- Téléski débrayable Châ : construit en 1954 (Poma), il a été raccourci lors du changement de système « ceinture » au système « assiettes ». En 2005 deux pylônes tubulaires sont rajoutés pour presque atteindre la station amont du télésiège Motalles. En 2019 un nouveau téléski a remplacé l’ancien.
- Téléski débrayable Lally : construit en 1958, hors-service.
- Téléski débrayable Cuvette : construit en 1969 (Poma) elle été déplacée pour rejoindre directement la gare des Pléiades.
- Téléski débrayable Motalles : construit en 1974, démoli et remplacé par le télésiège 4 places.
- Télésiège fixe 4 places Motalles : construit 2005 (Baco-Poma), remplace le téléski.
- Téléski débrayable Prantin : construit en 2005 (Poma) avec une petite piste de liaison.